# Okene
Okene est une ville de l'État de Kogi au Nigeria. D'après le recensement de 2006, la ville a 320 260 habitants.

## Histoire
En août 2012, une fusillade dans un temple évangélique a fait 19 victimes.

## Personnalités liées à la Ville
Le joueur de hockey Akim Aliu y est né.